# 와다오카촌
와다오카촌(和田岡村)은 시즈오카현의 서부, 사야군 오가사군에 속했던 촌이다.

## 역사
- 1889년 4월 1일 - 정촌제 시행에 의해 사야군 다루키촌, 와다오카촌이 성립하였다.
- 1896년 4월 1일 - 군 개편에 의해 오가사군으로 변경되었다.
- 1954년 3월 31일 - 사쿠라기촌과 합병해, 와다오카촌이 성립하여, 동일 와다오카촌은 폐지되었다.

## 교통

### 도로
당시 국도 제1호선 ( 도카이도 )이 촌의 남쪽 끝을 가로지르고 있다.

## 참고문헌
- 가도카와 일본 지명 대사전 22 静岡県